# Методи пошуків корисних копалин
Методи пошуків корисних копалин
При пошуку корисних копалин застосовують такі методи:
1. Метод геологічної зйомки
2. Валунно-льодовиковий метод
3. Уламковий (уламково-річковий) метод — заснований на тому, що річки і струмки переносять уламки корінних порід, простежуючи які угору за течією, знаходять родовища
4. Шліховий метод
5. Пошуки на основі вивчення геохімічних ореолів і потоків розсіювання: літохімічний, гідрохімічний, атмохімічний.

## Джерело
- МУ Пошуки і розвідка родовищ корисних копалин 2 - Іськов - 2011.pdf (PDF).